# Casa de Schwarzburgo

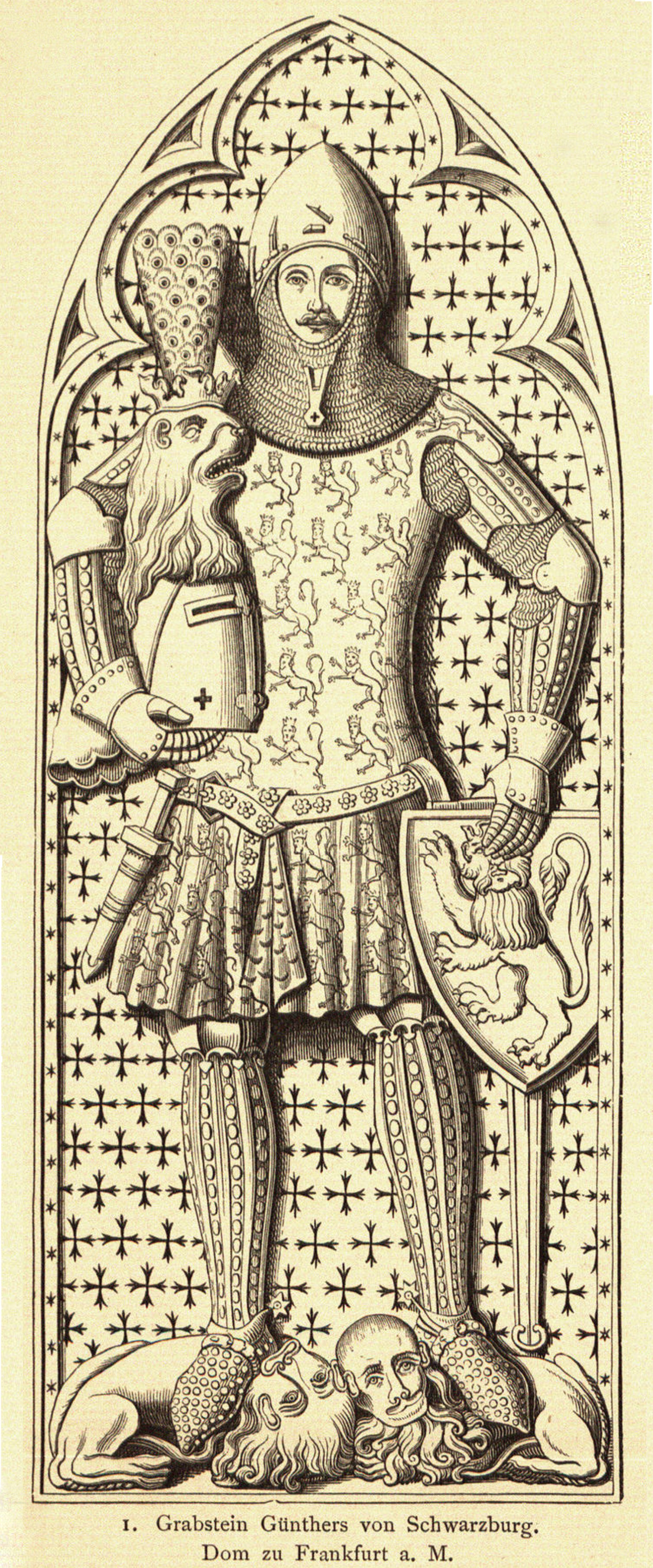
Gunter XXI de Schwarzburgo.

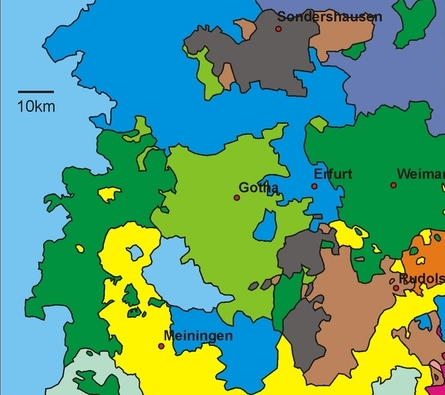
Los principados de Schwarzburgo en 1910:
Schwarzburgo-Rudolstadt
Schwarzburgo-Sondershausen

La Casa de Schwarzburgo, Schwarzburg o Schwarzbourg fue una de las más antiguas familias nobles de Turingia, hasta su extinción en 1971 tras la muerte del príncipe Federico Gunter de Schwarzburgo. Su historia se remonta por lo menos al siglo XI, siendo el condado de Schwarzburgo un territorio de Alemania, actualmente en Turingia y antiguamente comprendido en el círculo de la Alta Sajonia y dividido en dos partes distintas:
- El condado superior que estaba enclavado en medio de los ducados de Sajonia y del gobierno prusiano de Erfurt.
- El condado inferior que era un territorio de la Sajonia prusiana.

## Historia

Estandarte de los condes de Schwarzburgo

La Casa se remonta al siglo XI. En el XII vivió Guntario de Schwarzburgo, cuyo hijo primogénito continuó la Casa, mientras que el menor fue el tronco de los Kaefernburg, extinguidos en el siglo XIV. En 1349 el conde Gunter IX de Schwarzburgo fue elegido rey de Alemania.
En 1552 la Casa se dividió en dos líneas: Arnstadt y Rudolstadt. La primera línea obtuvo el rango de príncipes en 1697 y la segunda en 1710.
A mediados del siglo XIX pervivían dos ramas de la Casa de Schwarzburgo, cuyas posesiones tenían títulos de Principados: el de Schwarzburgo-Rudolstadt y el de Schwarzburgo-Sondershausen. Ambas se fusionaron en 1909.